# Everybody's in Show-Biz
Everybody's in Show-Biz je desáté studiové album anglické rockové skupiny The Kinks. Bylo vydáno 25. srpna 1972. Jedná se o dvojalbum; první disk obsahuje studiové nahrávky, druhý dokumentuje dvě vystoupení v Carnegie Hall 2. a 3. března 1972. Na Everybody's in Show-Biz je často nahlíženo jako na přechodové album, které značí posun Raye Daviese k více teatrálnímu, pompéznímu a estrádnímu stylu.

## Seznam skladeb
Autorem všech skladeb je Ray Davies, pokud není uvedeno jinak.
| Disk 1 | Disk 1                               | Disk 1 |
| Pořadí | Název                                | Délka  |
| ------ | ------------------------------------ | ------ |
| 1.     | Here Comes Yet Another Day           | 3:53   |
| 2.     | Maximum Consumption                  | 4:04   |
| 3.     | Unreal Reality                       | 3:32   |
| 4.     | Hot Potatoes                         | 3:25   |
| 5.     | Sitting in My Hotel                  | 3:20   |
| 6.     | Motorway                             | 3:28   |
| 7.     | You Don't Know My Name (Dave Davies) | 2:34   |
| 8.     | Supersonic Rocket Ship               | 3:29   |
| 9.     | Look a Little on the Sunny Side      | 2:47   |
| 10.    | Celluloid Heroes                     | 6:19   |

| Disk 2 | Disk 2                                                              | Disk 2 |
| Pořadí | Název                                                               | Délka  |
| ------ | ------------------------------------------------------------------- | ------ |
| 1.     | Top of the Pops                                                     | 4:33   |
| 2.     | Brainwashed                                                         | 2:59   |
| 3.     | Mr. Wonderful (Jerry Bock, George David Weiss, Lawrence Holofcener) | 0:42   |
| 4.     | Acute Schizophrenia Paranoia Blues                                  | 4:00   |
| 5.     | Holiday                                                             | 3:53   |
| 6.     | Muswell Hillbilly                                                   | 3:10   |
| 7.     | Alcohol                                                             | 5:19   |
| 8.     | Banana Boat Song (Irving Burgie, William Attaway)                   | 1:42   |
| 9.     | Skin and Bone                                                       | 3:54   |
| 10.    | Baby Face (Benny Davis, Harry Akst)                                 | 1:54   |
| 11.    | Lola                                                                | 1:40   |

## Obsazení
- Ray Davies – hlavní vokály, akustická kytara, rezonanční kytara
- Dave Davies – sólová kytara, slide guitar, banjo, doprovodné vokály, dvanáctistrunná akustická kytara v „Celluloid Heroes“, hlavní vokály v „You Don't Know My Name“
- John Dalton – baskytara, doprovodné vokály
- John Gosling – klávesy
- Mick Avory – bicí
- Mike Cotton – trubka
- John Beecham – pozoun, tuba
- Alan Holmes – saxofon, klarinet
- Dave Rowberry – varhany v Celluloid Heroes